# Mário Centeno

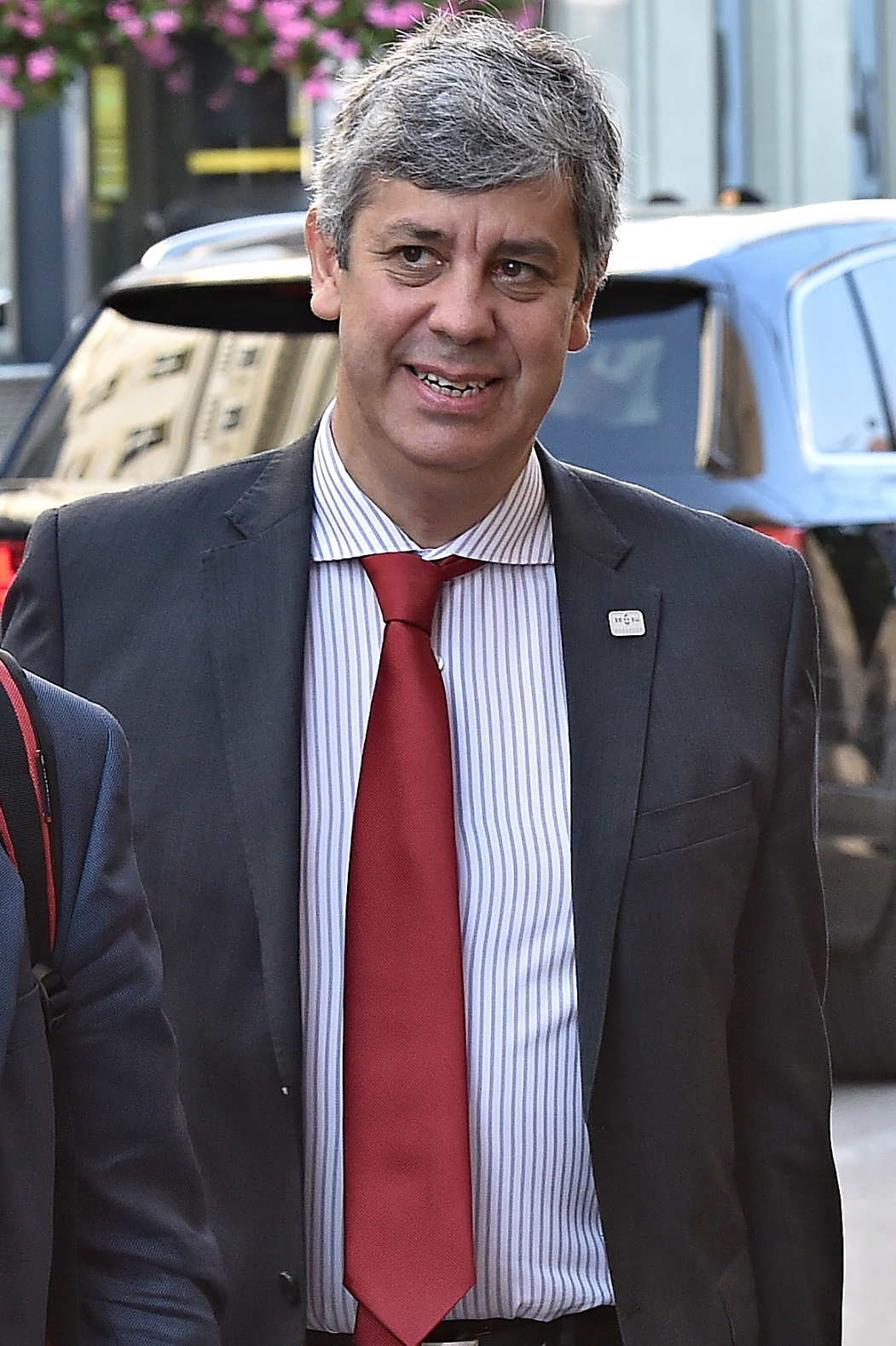
Mário Centeno (2016)

Mário José Gomes de Freitas Centeno (* 9. Dezember 1966 in Vila Real de Santo António) ist ein portugiesischer Ökonom und Politiker. Von November 2015 bis Juni 2020 war er Finanzminister Portugals sowie zudem ab Januar 2018 Vorsitzender der Euro-Gruppe. Seit Juli 2020 ist er Präsident der Zentralbank Portugals.

## Biografie

### Ausbildung
Als zweiter Sohn einer Postangestellten und eines Bankers wuchs Centeno in der Algarve auf. Er zog mit 15 Jahren mit seinen drei Brüdern nach Lissabon, um dort seine Ausbildung fortzusetzen. Er studierte Wirtschaftswissenschaften am Instituto Superior de Economia e Gestão (ISEG) und schloss überdies ein Studium der in Angewandter Mathematik am ISEG in Lissabon mit dem Master ab.
Von 1995 bis 2000 folgte das Graduiertenstudium in Wirtschaftswissenschaften an der Universität Harvard, das er mit der Promotion abschloss. In dieser Zeit spielte er in einer Studentenmannschaft Rugby.

### Karriere
Im Jahr 2000 kehrte Centeno mit seiner Frau und drei Kindern zurück nach Portugal, wo er sich der Wirtschaft- und Forschungsabteilung bei der Bank von Portugal anschloss. Vier Jahre später wurde er zum stellvertretenden Direktor der Abteilung ernannt, eine Position, die er bis zum Ende des Jahres 2013 innehatte. Seit Anfang 2014 ist er Sonderberater der Bank von Portugal, nachdem er sich zuvor vergeblich um den Posten eines Direktors beworben hatte. Er ist außerdem Gastprofessor an der Universidade Nova de Lisboa in Lissabon.
Ab dem 23. Oktober 2015 war Centeno als Unabhängiger Mitglied der Parlamentariergruppe des Partido Socialista (PS) im portugiesischen Parlament. Ab dem 26. November 2015 war er Finanzminister im Kabinett Costa I. Am 4. Dezember 2017 wurde Centeno als Nachfolger von Jeroen Dijsselbloem zum Vorsitzenden der Euro-Gruppe gewählt. Er trat dieses Amt am 13. Januar 2018 an.
Am 9. Juni 2020 erklärte er seinen Rücktritt als Finanzminister und Euro-Gruppen-Chef.
Im Juli 2020 wurde Centeno zum neuen Präsidenten der Banco de Portugal ernannt. In diesem Amt gehört er zudem auch dem Rat der Europäischen Zentralbank an, deren oberstem Beschlussgremium.

### Privates
Centeno ist mit einer Studienkollegin verheiratet und hat drei Kinder. Er ist Benfica-Fan.